# Iulie 1997
Acest articol este generat integral pe baza informațiilor din articolul 1997 și este actualizat periodic de un robot.
 Editările făcute în articol vor fi șterse la următoarea actualizare! Dacă doriți să faceți modificări, editați articolul-sursă.

ianuarie -
februarie -
martie -
aprilie -
mai -
iunie -
iulie -
august -
septembrie -
octombrie -
noiembrie -
decembrie
Iulie 1997 a fost a șaptea lună a anului și a început într-o zi de marți.

## Evenimente
- 4 iulie: Nava spațială americană Pathfinder a aterizat pe Marte.
- 8 iulie: Liderii statelor membre NATO au căzut de acord să invite Polonia, Cehia și Ungaria să înceapă negocierile de aderare la Alianța Nord-Atlantică (NATO) în primul val. România și Slovenia au fost nominalizate drept principali candidați în momentul revizuirii procesului de extindere, în 1999.
- 9 iulie: Pugilistul american Mike Tyson a fost suspendat temporar din meciurile de box, ca pedeapsă pentru faptul că, înainte cu câteva zile, îl mușcase pe Evander Holyfield de ureche.
- 10 iulie: Președinții SUA și Franței, Bill Clinton și Jacques Chirac, au devenit cetățeni de onoare ai municipiului București.
- 11 iulie: Președintele Statelor Unite, Bill Clinton, a venit într-o vizită scurtă de 8 ore la București, ocazie cu care s-a lansat parteneriatul strategic bilateral româno-american. Clinton a fost al doilea președinte american în exercițiu, după Richard Nixon, care a vizitat România. Clinton și Constantinescu au mers în Piața Universității unde au fost întâmpinați de o mulțime impresionantă.
- 12-19 iulie: Președintele Emil Constantinescu, însoțit de o echipă de miniștri și oameni de afaceri, face o vizită în Japonia, unde se întâlnește cu premierul Hashimoto și cu împăratul Akihito. Guvernul japonez a acordat un împrumut de 194 milioane dolari României pentru proiecte de infrastructură, primul împrumut acordat unui stat din Europa de Est. De asemenea s-a acordat un împrumut nerambursabil de 500.000 dolari pentru refacerea Operei din Iași.
- 15 iulie: Slobodan Milošević este ales președinte al R. F. Iugoslavia. Este învestit în funcție pe 25 iulie.
- 16 iulie: Uniunea Europeană lansează un document care avizează începerea negocierilor de aderare la UE pentru cinci state central-europene: Polonia, Cehia, Ungaria, Estonia, Slovenia la care se adaugă Cipru. Celelalte state candidate – România, Bulgaria, Slovacia, Letonia, Lituania – trebuie să mai aștepte alte etape de evaluări care se vor face anual.[1]
- 24 iulie: Generalul de divizie Ioan Talpeș își înaintează demisia din funcția de șef al Serviciului de Informații Externe (SIE).
- 30 iulie: Prin decret prezidențial, Cătălin Harnagea este numit la conducerea SIE.

## Nașteri
- 8 iulie: Alexandru Cicâldău, fotbalist român
- 11 iulie: Edward Sanda, cântăreț și producător muzical român
- 22 iulie: Field Adrianus Cate, actor american de film

## Decese
Robert Charles Durman Mitchum, 79 ani, actor american de film (n. 1917)
James Maitland Stewart, 89 ani, actor american de film de origine scoțiană (n. 1908)
Clarence Zener, fizician american (n. 1905)
Miguel Najdorf, 87 ani, șahist argentinian de origine poloneză (n. 1910)
Ioan Alexandrescu, 84 ani, compozitor român (n. 1912)
Georgeta Năpăruș, 67 ani, pictoriță română (n. 1930)
Gianni Versace, 50 ani, creator italian de modă (n. 1946)
Dora Maar (n. Henriette Theodora Markovitch), 89 ani, fotografă și pictoriță franceză (n. 1907)
Vladimir Andrunachievici, 80 ani, matematician rus (n. 1917)
Natallia Arsiennieva, 93 ani, poetă belarusă (n. 1903)
Rogelio R. Sikat, 57 ani, scriitor filipinez (n. 1940)